# Nuferi înfloriți
Nuferi înfloriți este o pictură în ulei pe pânză realizată în perioada 1914 - 1917 de Claude Monet din seria Nuferi. În cadrul unei licitații din 2018 a tablourilor din colecția privată a lui David Rockefeller și a soției sale, a fost vândută unui alt colecționar privat pentru 81,7 milioane de dolari, aceasta fiind atunci cea mai mare sumă plătită pentru o lucrare realizată de Monet.